# Сухи-Ґрунт (Мазовецьке воєводство)
Сухи-Ґрунт (пол. Suchy Grunt) — село в Польщі, у гміні Любовідз Журомінського повіту Мазовецького воєводства.
Населення — 63 особи (2011).
У 1975-1998 роках село належало до Цехановського воєводства.

## Демографія
Демографічна структура станом на 31 березня 2011 року:
|          | Загалом | Допрацездатний вік | Працездатний вік | Постпрацездатний вік |
| -------- | ------- | ------------------ | ---------------- | -------------------- |
| Чоловіки | 30      | 7                  | 19               | 4                    |
| Жінки    | 33      | 11                 | 13               | 9                    |
| Разом    | 63      | 18                 | 32               | 13                   |